# ميخائيل إنغهام (لاعب كريكت)
ميخائيل إنغهام (20 فبراير 1957 - )  (بالإنجليزية: Michael Ingham)‏ هو لاعب كريكت بريطاني.